# Влон, Менно
Менно Влон (нидерл. Menno Vloon, род. 11 мая 1994, Зандам, Северная Голландия) — нидерландский легкоатлет, специализирующийся в прыжках с шестом. Участник летних Олимпийских игр 2020. Пятикратный чемпион Нидерландов (2014—2017, 2020). Пятикратный чемпион Нидерландов в помещении (2016, 2019, 2021—2023). Рекордсмен Нидерландов в прыжке с шестом на открытом воздухе — 5,88 м (2022) и в помещении — 5,96 м (2021).

## Биография
Менно Влон родился 11 мая 1994 года в Зандаме.
Начал заниматься прыжками с шестом в 2009 году. Некоторое время выступал в многоборье. Дебютировал на международной арене в 2011 году. Участвовал в чемпионате Европы 2016 года, чемпионатах мира 2017 и 2019 годов.
В 2021 год занял 5 место на чемпионате Европы в помещении и 13 место на Олимпиаде в Токио.

## Основные результаты
| Год  | Соревнования                                | Место проведения       | Место    | Результат |
| ---- | ------------------------------------------- | ---------------------- | -------- | --------- |
| 2011 | Европейский юношеский Олимпийский фестиваль | Трабзон, Турция        | 9        | 4,65 м    |
| 2012 | Чемпионат мира среди юниоров                | Барселона, Испания     | 17 (кв.) | 4,95 м    |
| 2015 | Чемпионат Европы среди молодёжи             | Таллин, Эстония        | 8        | 5,30 м    |
| 2016 | Чемпионат Европы                            | Амстердам, Нидерланды  | 17 (кв.) | 5,35 м    |
| 2017 | Чемпионат мира                              | Лондон, Великобритания | —        | NM        |
| 2019 | Чемпионат мира                              | Доха, Катар            | —        | DNS       |
| 2021 | Чемпионат Европы в помещении                | Торунь, Польша         | 5        | 5,70 м    |
| 2021 | Летние Олимпийские игры                     | Токио, Япония          | 13       | 5,55 м    |
| 2022 | Чемпионат мира в помещении                  | Белград, Сербия        | 5        | 5,75 м    |
| 2022 | Чемпионат мира                              | Юджин, США             | —        | NM        |
| 2022 | Чемпионат Европы                            | Мюнхен, Германия       | —        | NM        |
| 2023 | Чемпионат Европы в помещении                | Стамбул, Турция        | 11 (кв.) | 5,55 м    |
| 2023 | Европейские игры                            | Хожув, Польша          | 1        | 5,85 м    |